# Thomas Nero Wolff
Thomas Nero Wolff (* 14. April 1958 als Thomas Wolff) ist ein deutscher Synchron-, Hörspiel- und Hörbuchsprecher sowie Synchronregisseur. Er ist unter anderem deutsche Feststimme der Schauspieler Hugh Jackman, Woody Harrelson, Rhys Ifans, Kyle Chandler, Jason Statham, Thomas Jane und Neil Flynn.

## Leben
Den Zusatznamen Nero legte sich Wolff als Künstlername zu, da er seinerzeit einen Kollegen hatte, der bereits Thomas Wolff hieß und auch im selben Bezirk wohnte. Da es öfter zu Verwechslungen bei den Gagen kam, änderte er seinen Namen leicht ab. Thomas Nero Wolff besaß früher ein paar Boutiquen, und eine davon hieß Nero, daher die Wahl dieses Namens.
Von 2012 bis 2014 lieh er dem Charakter Thrawn, in der Hörspiel-Adaption von Timothy Zahns Thrawn-Trilogie, seine Stimme. Bei der im Frühjahr 2016 gestarteten Horror-Hörspielserie Foster von Oliver Döring hat er die titelgebende Hauptrolle übernommen.
Zudem las Wolff exklusiv für Audible Craig Lancasters Roman Der Sommersohn als Hörbuch ein. 2018 erschien eine von Nero Wolff gelesene Romanadaption von Solo: A Star Wars Story im Hörverlag.
Nach dem Tod von Arne Elsholtz war Wolff als Tom Hanks im Spielfilm Inferno zu hören. Im Vorfeld hatte er Elsholtz’ Synchronarbeit bei kleineren Parts schon öfter übernommen, wenn dieser bei Terminproblemen nicht nach Berlin kommen konnte, oder es sich für einen Satz nicht lohnte.
Zu seinen Auftritten im Hörspiel gehört mit „Jennings“ eine der Hauptrollen in der Auftakfolge der Reihe Howard Phillips Lovecraft – Chroniken des Grauens Akte 1: Dagon.
Thomas Nero Wolff ist mit der Synchronsprecherin Ranja Bonalana verheiratet.

## Synchronarbeiten (Auswahl)
Hugh Jackman
- 2001: Kate & Leopold als Leopold
- 2001: Passwort: Swordfish als Stanley Jobson
- 2003: X-Men 2 als Logan/ Wolverine
- 2004: Van Helsing als Van Helsing
- 2006: X-Men: Der letzte Widerstand als Logan/ Wolverine
- 2006: Prestige – Die Meister der Magie als Robert Angier/ Der Große Danton/ Rude
- 2006: The Fountain als Tomás Verde, Dr. Thomas Creo, Tommy
- 2007: Stories of Lost Souls als Roger
- 2008: Deception – Tödliche Versuchung Wyatt Bose
- 2008: Australia als Drover
- 2009: X-Men Origins: Wolverine als Logan/ Wolverine
- 2011: X-Men: Erste Entscheidung als Logan/ Wolverine
- 2011: Real Steel als Charlie Kenton
- 2011: Der Seidenfächer als Arthur
- 2012: Les Misérables als Jean Valjean
- 2013: Movie 43 als Davis
- 2013: Alles in Butter als Boyd Bolton
- 2013: Prisoners als Keller Dover
- 2013: Wolverine: Weg des Kriegers als Logan/ Wolverine
- 2014: X-Men: Zukunft ist Vergangenheit als Logan/ Wolverine
- 2014: Nachts im Museum: Das geheimnisvolle Grabmal als Hugh Jackman
- 2014: Voll verzuckert als Hugh Jackman
- 2015: Chappie als Vincent Moore
- 2015: Ich und Earl und das Mädchen als Hugh Jackman
- 2015: Pan als Blackbeard
- 2016: Eddie the Eagle – Alles ist möglich als Bronson Peary
- 2017: Logan – The Wolverine als Logan/ Wolverine
- 2017: Greatest Showman als P.T. Barnum
- 2018: Deadpool 2 als Logan/Wolverine
- 2018: Der Spitzenkandidat als Gary Hart
- 2019: Bad Education als Frank Tassone
- 2021: Reminiscence – Die Erinnerung stirbt nie als Nick Bannister
- 2022: The Son als Peter Miller
- 2024: Deadpool & Wolverine als Logan/ Wolverine

Woody Harrelson
- 2004: After the Sunset als Agent Lloyd
- 2005: Kaltes Land als Bill White
- 2007: No Country for Old Men als Carson Wells
- 2009: Zombieland als Tallahassee
- 2009: 2012 als Charlie Frost
- 2011: Freunde mit gewissen Vorzügen als Tommy
- 2012: Die Tribute von Panem – The Hunger Games als Haymitch Abernathy
- 2013: Die Tribute von Panem – Catching Fire als Haymitch Abernathy
- 2014: Die Tribute von Panem – Mockingjay Teil 1 als Haymitch Abernathy
- 2014: True Detective als Detective Martin Hart
- 2015: Die Tribute von Panem – Mockingjay Teil 2 als Haymitch Abernathy
- 2016: Triple 9 als Jeffrey Allen
- 2017: Planet der Affen: Survival als Der Colonel
- 2017: Three Billboards Outside Ebbing, Missouri als Sheriff Bill Willoughby
- 2018: Solo: A Star Wars Story als Tobias Beckett
- 2018: Venom als Cletus Kasady
- 2019: Zombieland: Doppelt hält besser als Tallahassee
- 2019: Midway – Für die Freiheit als Admiral Chester W. Nimitz
- 2021: Kate als Verrick
- 2021: Venom: Let There Be Carnage als Cletus Kasady
- 2022: The Man from Toronto als Randy, der „Mann aus Toronto“

Thomas Jane
- 1999: Deep Blue Sea als Carter Blake
- 2000: Under Suspicion – Mörderisches Spiel als Detective Felix Owens
- 2001: Original Sin als Walter Downs
- 2004: The Punisher als Frank Castle/ Der Punisher
- 2008: Der Nebel als David Drayton
- 2008: Killshot als Wayne Colson
- 2008: Mutant Chronicles als Maj. „Mitch“ Hunter
- 2009: Dark Country als Dick/ Bloodyface
- 2010: Give ‘em Hell, Malone! als Malone
- 2010: Scott Pilgrim gegen den Rest der Welt als Vegan Police
- 2013: Gangster Chronicles als Der Mann
- 2014: Drive Hard als Peter Roberts
- 2014: Red Machine – Hunt or Be Hunted als Beckett Moore
- 2014: Wie ein weißer Vogel im Schneesturm als Detective Scieziesciez
- 2015: Standoff als Carter
- 2015: Vice als Roy
- 2016: Der Kult – Die Toten kommen wieder als Jim Jacobs
- 2022: Troppo als Ted Conkaffey

Jason Statham
- 2001: Mean Machine – Die Kampfmaschine als Broadhurst Monk
- 2001: Snatch – Schweine und Diamanten als Turkish
- 2003: The Italian Job – Jagd auf Millionen als Schöner Rob
- 2004: Final Call – Wenn er auflegt, muss sie sterben als Ethan Greer
- 2007: Schwerter des Königs – Dungeon Siege als Farmer
- 2008: Death Race als Jensen Ames
- 2010: The Expendables als Lee Christmas
- 2012: The Expendables 2 als Lee Christmas
- 2014: The Expendables 3 als Lee Christmas
- 2021: Fast & Furious 9 als Deckard Shaw
- 2023: Fast & Furious 10 als Deckard Shaw
- 2023: The Expendables 4 als Lee Christmas

Costas Mandylor
- 1996: Portraits of a Killer als George G. Kendall (Synchro 2005)
- 2006: Saw III als Det. Mark Hoffman
- 2007: Die Legende von Beowulf als Hondshew
- 2007: Primal Doubt – Wem kannst du trauen? als Chase Harper
- 2007: Saw IV als Det. Mark Hoffman
- 2008: Saw V als Det. Mark Hoffman
- 2009: Saw VI als Det. Mark Hoffman
- 2010: Saw 3D – Vollendung als Det. Mark Hoffman
- 2023: Saw X als Det. Mark Hoffman

Rhys Ifans
- 1999: Notting Hill als Spike
- 2000: Little Nicky – Satan Junior als Adrian
- 2001: Schiffsmeldungen als Beaufield Nutbeem
- 2004: Vanity Fair – Jahrmarkt der Eitelkeit als William Dobbin
- 2011: Anonymus als Edward de Vere
- 2012: Fast verheiratet als Winton Childs
- 2014: Elementary als Mycroft Holmes
- 2022: The King’s Man: The Beginning als Grigori Rasputin
- seit 2022: House of the Dragon als Otto Hohenturm

Mark Gatiss
- 2007: Doctor Who als Dr. Richard Lazarzus
- 2011–2017: Sherlock als Mycroft Holmes
- 2014–2015, 2017: Game of Thrones als Tycho Nestoris
- 2017: Gunpowder als Sir Robert Cecil
- 2018: Christopher Robin als Giles Winslow
- 2018: The Favourite – Intrigen und Irrsinn als Lord Marlborough
- 2020: The Father als Der Mann/ Bill
- 2022: Die Täuschung als Ivor Montagu

Robert Carlyle
- 1997: Ganz oder gar nicht als Gaz
- 1997: Face als Ray
- 1999: Ravenous – Friss oder stirb als Col. Ives/ F.W. Colqhoun
- 2001: To End All Wars – Die wahre Hölle als Maj. Ian Campbell
- 2004: The 51st State als Felix DeSouza
- 2007: Die Flut – Wenn das Meer die Städte verschlingt als Rob Morrison
- 2009: The Tournament als Joseph MacAvoy
- 2012–2019: Once Upon a Time – Es war einmal … als Rumpelstilzchen/ Mr. Gold

Hank Azaria
- 1998: Celebrity – Schön. Reich. Berühmt. als David
- 2000: Fail Safe – Befehl ohne Ausweg als Prof. Groeteschele
- 2009: Nachts im Museum 2 als Kahmunrah
- 2010: Love and other Drugs – Nebenwirkung inklusive als Dr. Stan Knight
- 2011: Die Schlümpfe als Gargamel
- 2013: Die Schlümpfe 2 als Gargamel
- 2017: The Wizard of Lies – Das Lügengenie als Frank DiPascali

Lars Mikkelsen
- 2017–2018: Star Wars Rebels als Großadmiral Thrawn
- 2023: Ahsoka als Großadmiral Thrawn
- 2024: Star Wars: Geschichten der Jedi als Großadmiral Thrawn

Josh Lucas
- 2006: Spiel auf Sieg als Coach Don Haskins
- 2010: So spielt das Leben als Sam

Bill Murray
- 2021: Ghostbusters: Legacy als Dr. Peter Venkman
- 2024: Ghostbusters: Frozen Empire als Dr. Peter Venkman

### Filme
- 1998: Shakespeare in Love – David Curtiz als John Hemmings
- 2000: Die Purpurnen Flüsse – Vincent Cassel als Kommissar Max Kerkerian
- 2000: Angel Sanctuary – Ryūsei Nakao als Seraphita (Adam Kadamon)
- 2001: The Fast and the Furious – Matt Schulze als Vince
- 2001: Moulin Rouge – Richard Roxburgh als Der Herzog
- 2002: Die Bourne Identität – Clive Owen als Professor
- 2003: Jenseits aller Grenzen – Clive Owen als Nick Callahan
- 2003: Fluch der Karibik – Jack Davenport als Commodore James Norrington
- 2004: Blueberry und der Fluch der Dämonen – Vincent Cassel als Mike Blueberry
- 2005: Entgleist – Vincent Cassel als LaRoche
- 2005: Wedding Date – Jack Davenport als Edward Fletcher–Wooten
- 2005: Brokeback Mountain – David Cree Molison als Biker #2
- 2006: The Reckoning – Vincent Cassel als Lord De Guise
- 2006: Pirates of the Caribbean – Fluch der Karibik 2 – Jack Davenport als James Norrington
- 2007: Pirates of the Caribbean – Am Ende der Welt – Jack Davenport als Adm. James Norrington
- 2008: Der Andere – Paterson Joseph als Ralph
- 2009: Küss den Frosch – Keith David als Dr. Facilier (Sprache)
- 2010: Drachenzähmen leicht gemacht als Grobian
- 2011: Brautalarm – Jon Hamm als Ted
- 2011: Fast & Furious Five – Matt Schulze als Vince
- 2012: Batman: The Dark Knight Returns – Teil 1 als Two–Face/ Harvey Dent
- 2014: Drachenzähmen leicht gemacht 2 als Grobian
- 2014: Maze Runner – Die Auserwählten im Labyrinth – Don McManus als Maskierter
- 2015: Dragonball Z: Kampf der Götter – Ryūsei Nakao als Freezer
- 2015: Familie zu vermieten – Philippe Rebbot als Rémi
- 2015: Fist of Jesus – Marc Velasco als Jesus
- 2016: Inferno – Tom Hanks als Robert Langdon
- 2016: Ice Age 5 – Kollision voraus! als Manni
- 2016: Vaiana als Chief Tui (Dialog)
- 2016: Central Intelligence – Thomas Kretschmann als Der Käufer
- 2017: The Circle – Tom Hanks als Eamon Bailey
- 2019: Der wunderbare Mr. Rogers – Tom Hanks als Fred Rogers
- 2019: Godzilla II: King of the Monsters – Kyle Chandler als Dr. Mark Russell
- 2020: 21 Bridges – Morocco Omari als stellvertretender Bürgermeister Mott
- 2020: The Midnight Sky – Kyle Chandler als Mitchell
- 2024: Beverly Hills Cop: Axel F – Bronson Pinchot als Serge

### Serien
- 1989–1996: Dragon Ball Z – Ryūsei Nakao als Freezer
- 1993–1994: Sonic the Hedgehog – Rob Paulsen als Antoine Depardieu, William Windom als Cat, Frank Welker als Kraken
- 1996–1998: Babylon 5 – Jason Carter als Marcus Cole
- 1996–2000: Star Trek: Deep Space Nine – Casey Biggs als Damar
- 1998–2003: Buffy – Im Bann der Dämonen – Anthony Head als Rupert „Ripper“ Giles
- 1999–2000: Charmed – Zauberhafte Hexen – Ted King als Andy Trudeau
- 2000: Transformers: Beast Machines – Jim Byrnes als Thrust und Scott McNeil als Waspinator
- 2002–2005: Kim Possible – Tom Kane als Monkey Fist
- seit 2002: Detektiv Conan – Kaneto Shiozawa/ Kazuhiko Inoue als Ninzaburō Shiratori
- 2003–2011: Scrubs – Die Anfänger – Neil Flynn als Der Hausmeister
- 2004–2008: Gilmore Girls – Scott Patterson als Luke Danes
- 2005: Magister Negi Magi – Norihiro Inoue als Takamichi T. Takahata
- 2006: Little Britain – Anthony Head als Premierminister
- 2006: Dragonball GT – Ryūsei Nakao als Freezer
- 2006–2007: Neds ultimativer Schulwahnsinn – Jim J. Bullock als Mr. Monroe
- 2006–2007: Winx Club als Avalon
- 2006–2012: Criminal Minds – Thomas Gibson als Aaron „Hotch“ Hotchner (1. Stimme)
- 2007: Ghost Whisperer – Stimmen aus dem Jenseits – D. W. Moffett als Dale
- 2007–2010: Heroes – Adrian Pasdar als Nathan Petrelli
- 2007–2010: Brothers & Sisters – John Pyper-Ferguson als Joe Whedon
- 2008: Desperate Housewives – Gary Cole als Wayne Davis
- 2008–2011: Private Practice – Tim Daly als Dr. Pete Wilder (1. Stimme)
- 2009–2010: Eleventh Hour – Einsatz in letzter Sekunde – Rufus Sewell als Dr. Jacob Hood
- 2009–2013: Merlin – Die neuen Abenteuer – Anthony Head als Uther Pendragon
- 2010: Ghost Whisperer – Stimmen aus dem Jenseits – Alex Carter als Dale Harmon
- 2011–2015: White Collar – Tim DeKay als Peter Burke
- 2012: Desperate Housewives – Charles Mesure als Ben Faulkner
- 2012–2013: New Girl – Dermot Mulroney als Russell
- 2012–2015: Revenge – Henry Czerny als Conrad Grayson
- 2012–2019: The Middle – Neil Flynn als Mike Heck
- 2013–2018: DreamWorks Dragons – Chris Edgerly als Grobian
- 2014: The Secret Circle – Joe Lando als John Blackwell
- 2014: Die Legende von Korra als Unalaq
- 2014–2015: Marvel’s Agents of S.H.I.E.L.D. – Kyle MacLachlan als Dr. Calvin „Cal“ Zabo
- 2014–2017: Black Sails – Toby Stephens als Captain James Flint
- 2015: Broadchurch – James D’Arcy als Lee Ashworth
- 2015–2016: Willkommen in Gravity Falls als Stanford Filbrick Pines
- 2015–2017: The Fosters – Kerr Smith als Robert Quinn
- 2016, 2020: Legends of Tomorrow als Vandal Savage
- 2017–2018: Wolkig mit Aussicht auf Fleischbällchen als Manny
- 2018: The Blacklist – Julian Sands als Sutton Ross
- 2019: Der dunkle Kristall: Ära des Widerstands als skekTek, der Gelehrte
- 2020–2022: Stargirl (Fernsehserie)
- 2020: Der junge Wallander – Richard Dillane als Kommissar Hemberg
- seit 2021: Invincible – J. K. Simmons als Nolan Grayson / Omni-Man
- 2021, 2023: What If…? – Jeff Goldblum als En Dwi Gast/ Grandmaster
- seit 2022: House of the Dragon – Rhys Ifans als Otto Hohenturm
- 2023: Diplomatische Beziehungen – Rufus Sewell als Hal Wyler

### Synchronregie
- 2018: Open House (Film)
- 2019: The App (Film)
- 2020: Der Aufstieg von Weltreichen: Das osmanische Reich (Serie)
- seit 2020: Outer Banks (Serie)

## Hörspiele & Hörbücher (Auswahl)
- 1991: Gerhard Rentzsch: Szenen aus deutschen Landen, eingeleitet und mit Zwischenberichten versehen über die Reise eines Mannes mit Pappkarton – Regie: Walter Niklaus (Hörspielreihe: Augenblickchen Nr. 4 – DS Kultur/BR)
- seit 2010: Dr. Morbius: als Eric Morbius (Zauberstern Records)
- 2012: Thrawn-Trilogie: Star Wars Erben des Imperiums (CD) Teil 1: Der Wächter des Mount Tantiss, Oetinger Media, ISBN 978-3-8373-0707-8 (Hörspiel)
- 2013: Sam Landstrom: MetaGame (Hörbuch, Audible exklusiv)
- 2013: Craig Lancaster: Der Sommersohn (Hörbuch, Audible exklusiv)
- 2016–2020: Foster (Hörspielserie, Regie: Oliver Döring)
- 2017: Monster 1983 (3. Staffel), Lübbe Audio & Audible, als Prof. McDougal
- 2018: Joe Schreiber: Solo: A Star Wars Story (Hörbuch, Romanadaption), der Hörverlag, ISBN 978-3-8445-3112-1
- 2019: Buch der Drachen (Das Original-Hörspiel zum Film-Special), Edelkids Verlag & BookBeat
- 2023: Timothy Zahn: Star Wars™ Thrawn – Der Aufstieg – Drohendes Unheil, Random House Audio, ISBN 978-3-8371-6498-5 (Hörbuch-Download, Thrawn Ascendancy Band 1)